# Electrificare
Electrificarea este procesul de alimentare cu energie electrică și, în multe contexte, introducerea unei astfel de energii prin trecerea de la o sursă anterioară de energie. Sensul larg al termenului, cum ar fi în istoria tehnologiei, istoria economică și a dezvoltării economice, se aplică de obicei unei regiuni sau unei economii naționale. În linii mari, electrificarea a constat în apariția sistemele de producere a energiei electrice și de distribuție a energiei electrice care a avut loc în Marea Britanie, Statele Unite și alte țări acum dezvoltate de la mijlocul anilor 1880 până în jurul anului 1950 și este încă în curs în zonele rurale din unele țări în curs de dezvoltare.
Electrificarea anumitor sectoare ale economiei se numește prin termeni precum electrificarea fabricilor, electrificarea gospodăriilor, electrificarea rurală sau electrificarea feroviară. Se poate aplica, de asemenea, la schimbarea proceselor industriale, cum ar fi trecerea de la încălzirea cu cărbune sau cu cocs la încălzirea prin inducție sau electroliză (de exemplu). 
Electrificarea a fost numită „cea mai mare realizare inginerească a secolului XX” de către Academia Națională (Americană) de Inginerie.